# Бенуа Олександр Михайлович
Олександр Михайлович Бенуа (1862—1944) — генерал-майор російської імператорської армії, генеральний хорунжий Української армії, герой Першої світової війни.

## Біографія
Народився 9 серпня 1862 року в родині підполковника Михайла Леонтійовича Бенуа. Навчався в 2-му кадетському корпусі, після закінчення якого 30 серпня 1879 року був прийнятий до Першого військового Павловського училища. Випущений 8 серпня 1881 року прапорщиком до 23-ї артилерійської бригади. Продовжуючи службу з польової пішої артилерії Бенуа послідовно отримав офіцерські чини підпоручика (4 грудня 1883), поручника (8 грудня 1885), штабскапітана (13 грудня 1892) та капітана (13 липня 1897).
У 1900—1901 роках у лавах 4-ї батареї 4-ї Східно-Сибірської стрілецької артилерійської бригади брав участь у Боксерському повстанні у Китаї, потім брав участь у російсько-японській війні, відзначився в бою біля гори Високої (епізод облоги Порт-Артура, де був поранений. За бойові відзнаки одержав звання підполковника (зі старшинством від 3 травня 1904 року).
4 серпня 1910 року, возведений в офіцерський чин полковника, Олександр Бенуа був призначений командиром 2-го дивізіону 10-ї Сибірської стрілецької бригади.
Після початку Першої світової війни Бенуа був відряджений з Харбіна до Санкт-Петербурга, де отримав призначення на посаду командира 1-го дивізіону 5-ї артилерійської бригади.
Найвищим наказом від 9 березня 1915 року йому було вручено Золоту зброю «За хоробрість».
|  | За те, що 28 серп. 1914 р., перебуваючи на пункті спостереження під рушничним вогнем, умілим управлінням вогнем свого дивізіону по ст. Каміонці і прилеглих до неї окопів, дав можливість Вологодському 18-му піхотному полку атакувати супротивника і змусити його відступити. |

Найвищим наказом від 19 травня 1915 Бенуа був нагороджений орденом Святого Георгія 4-го ступеня.
|  | За те, що під час боїв на р. Сяні, 22 жовтня 1914 р., біля с. Монастерж, вогнем своїх 5-ти батарей зупинив наступ переважаючих австрійських сил, чим дав можливість нашим військам своєчасно підтягнути резерви, а потім засмутив сильним і влучним вогнем частини супротивника, що займали окопи та забезпечив заняття їх нашими військами та подальше їх утримання. |

З 19 квітня 1915 року командував 42-ою артилерійською бригадою. 2 лютого 1916 року одержав звання генерал-майора (зі старшинством від 20 травня 1915 року) із затвердженням на посаді. Після лютневої революції, 28 квітня 1917 року призначений інспектором артилерії 19-го армійського корпусу.
Після Жовтневого перевороту залишився в Україні та вступив до армії гетьмана Павла Скоропадського з чином генерального хорунжого і з 7 вересня 1918 року Олександр Бенуа командував 13-ю легкою артилерійською бригадою. Потім перебував у складі Добровольчого імені графа Келлера корпусі та в артилерійському управлінні Російської Західної армії.
У грудні 1919 року емігрував до Німеччини, до 10 червня 1920 року утримувався у таборі Альтенграбов, потім перебував у таборах Кведлінбург і Шейен. Був членом Товариства взаємодопомоги офіцерів колишніх Російських армії та флоту в Німеччині та членом емігрантського Товариства офіцерів-артилеристів.
Помер 21 березня 1944 року у Вернігероді.
Художник Олександр Бенуа, який доводився Олександрові Михайловичу двоюрідним братом, писав про військову гілку своєї династії:

Вкажу відразу, що один із братів батька Михайла, (зображений праворуч на портреті), готувався присвятити себе військовій кар'єрі і виховувався в кадетському корпусі; дійшовши по службі до чину полковника, він завершив свій життєвий шлях вихователем в Пажеському корпусі. Типовий вояка Миколаївської епохи цей дядько Мішель представлений на акварелі Аполлінарія Горавського, що сидить верхи на стільці з довгою трубкою в руці (Двоє з синів цього Мішеля Бенуа були також військовими. Один був важко поранений в голову під час російсько-турецької війни 1878 року і так від цього поранення і не одужав, інший — генерал Олександр Михайлович Бенуа, після революції, в 1920-х роках емігрував до Німеччини і жив на допомогу від німецького уряду у Вернігероді в Гарці, займаючись продажем листівок, які він сам обклеював зібраними ним засушеними квітами. З початку цієї війни його помістили у богадільню, яка була зруйнована бомбою під час нальоту. Він уцілів, але невдовзі помер (у листопаді 1943 року).).

## Нагороди
Серед інших нагород Бенуа мав ордени:
- орден Св. Станіслава II ступеня (1900)
- орден Св. Анни IV ст. (1904)
- орден Св. Анни II ст. з мечами (1905)
- орден Св. Володимира IV ступеня з мечами та бантом (1905)
- орден Св. Володимира III ст. (1912)
- Золота зброя (09.03.1915)
- орден Св. Георгія IV ст. (19.05.1915)
- орден Св. Станіслава I ступеня з мечами (26.11.1916)